# يو إف سي 301
يو إف سي 301: بانتوجا ضد إرسيغ (بالإنجليزية: UFC 301: Pantoja vs. Erceg)‏ كان حدث لفنون القتال المختلطة نظمته يو إف سي، وأُقيم في 4 مايو 2024، على صالة إتش إس بي سي في ريو دي جانيرو، البرازيل.